# پیز توربا
پیز توربا (به لاتین: Piz Turba) یک کوه در سوئیس است که در کانتون گراوبوندن واقع شده‌است. پیز توربا ۳٬۰۱۸ متر بالاتر از سطح دریا واقع شده‌است.